# Sangre fría (álbum)
Sangre fría es el séptimo y último álbum de estudio de la banda mexicana de rock alternativo, Panda, el cual fue grabado y Mezclado entre febrero y marzo del 2013 en la "La Mansión Recoding Studios".
El 8 de octubre de 2013, empezó a ser descargado desde el sitio web de la refresquera Pepsi debido a una campaña comercial, aun así, el álbum salió a la venta el 13 de diciembre de 2013 en su forma física; será el primero de la banda editado por el sello Universal Music México, pues a mediados de años se unió a esta disquera. Para este disco, la banda vuelve a contar con la producción de Adrián "Rojo" Treviño, quien ha colaborado en la mayoría de los discos de la banda.
El disco completo contiene 14 canciones y un DVD de grabación en estudio así como partes del tour de Bonanza, el cual salió en físico el 13 de diciembre de 2013.
A sólo 3 días de su lanzamiento, el disco alcanzó Disco de Oro y Disco de Platino por sus altas ventas.
Es el único álbum en la que una canción recibe el nombre del álbum como tal y el último álbum de estudio de la agrupación regiomontana antes de que anunciaran su descanso indefinido el 11 de diciembre de 2015, el cual comenzó en febrero de 2016 tras culminar su última gira Hasta El Final. Hasta la fecha cada uno de sus integrantes han hecho sus proyectos por separado sin posibilidad de algún reencuentro en un futuro.

## Sangre fría
La portada presenta a un lobo en estado agresivo sobre un fondo blanco. Esto es porque, según José Madero Vizcaíno (vocalista de la banda), se trata de un animal que mata a sangre fría.
El bajista de la banda Ricardo Treviño describió el nuevo material de la siguiente forma:

Cuando empezamos a componer los temas para este que será nuestro próximo álbum de estudio, se produjeron sonidos más fuertes y más agresivos, que es lo que caracterizará la próxima propuesta, creo que volveremos al estilo con el que empezamos hace 13 años.!».
Ricardo Treviño.

El 10 de septiembre de 2013 la Banda bajo un canal de YouTube llamado PXNDXTelevision dio a conocer con un Teaser de 16 segundos el Nombre del primer sencillo Enfermedad en casa que se estrenó el 1 de octubre de 2013). También se dio a conocer un poco de lo que sería la canción y el vídeo musical. El segundo sencillo es Saludos desde Turquía, el cual fue lanzado en las radio emisoras el 22 de enero de 2014; el vídeo de este sencillo fue estrenado en el Maratón Telehit el 31 de enero de 2014.
Más tarde se dio a conocer el tercer sencillo que es "Usted" que fue publicado el 8 de agosto de 2014, y el cuarto sencillo "Libre Pastoreo" fue realizado por Kross (miembro de la banda) y publicado el 12 de diciembre de 2014.
La liberación de este trabajo por parte de la banda se podría descargar el álbum vía web aparentemente completo tras un código al inverso de la taparrosca de una botella de Pepsi.
El nuevo disco de la banda tiene dos versiones, la actual que se puede descargar con Pepsi y la que salió el 13 de diciembre de 2013, pues este último cuenta con CD con 4 canciones in-editas que incluye la versión de estudio de la canción sangre fría y un DVD que durará más de una hora y media, y tendrá ensayos del Bonanza Tour, ensayos de los Unplugged que se presentaron en Monterrey y la Ciudad de México y por último tendrá la forma de como se grabó el disco. 
Considera la banda que es el mejor trabajo que han realizado para un álbum de estudio e innovando con una empresa refresquera la campaña que permite descargar el álbum de forma digital.

"Está cambiando la manera en que la gente consume la música. Hay un millón de cibercafés, todo mundo tiene acceso a una computadora”».
Arturo Arredondo.

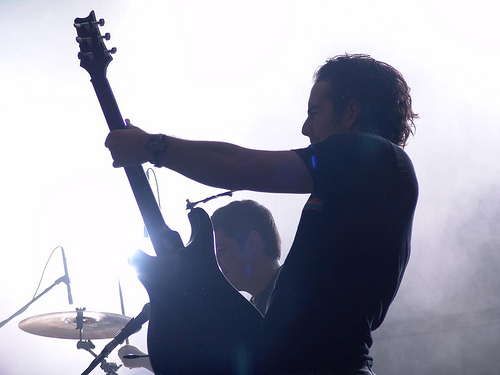
Arturo Arredondo, Guitarrista de Panda

El grupo se declaró muy satisfecho de que su música esté al alcance de la gente, con gran calidad y al precio de un refresco. 

“Estamos muy agradecidos: sea el artista que sea, lo principal es cantarle a la gente, no le vas a cantar a la pared. Es el non plus ultra de llegar a hacer eso”».
Panda.

## Lista de canciones
Todas las canciones escritas por Panda. 

| Sangre Fría Edición Estándar |                                 |          |  |
| N.º                          | Título                          | Duración |  |
| 1.                           | «De Otro Modo»                  | 3:12     |  |
| 2.                           | «Saludos Desde Turquía»         | 3:52     |  |
| 3.                           | «Saco Sport Y Clavel Blanco»    | 3:16     |  |
| 4.                           | «Pasar Desapercibido»           | 3:04     |  |
| 5.                           | «Introducción A La Cartografía» | 3:13     |  |
| 6.                           | «Sequedad Musical»              | 3:56     |  |
| 7.                           | «Lunar De Clavícula»            | 3:45     |  |
| 8.                           | «Enfermedad En Casa»            | 3:25     |  |
| 9.                           | «Usted»                         | 3:39     |  |
| 10.                          | «Mujer, Nada Me Has Dado»       | 3:01     |  |
| 11.                          | «10 AM»                         | 3:13     |  |
| 12.                          | «Libre Pastoreo»                | 3:48     |  |
| 13.                          | «En Tu Honor»                   | 2:26     |  |
| 14.                          | «Sangre Fría»                   | 4:13     |  |
| 46:07                        |                                 |          |  |

| Sangre Fría (lanzamiento previo con Pepsi) |                                 |          |  |
| N.º                                        | Título                          | Duración |  |
| 1.                                         | «De Otro Modo»                  | 3:12     |  |
| 2.                                         | «Saco Sport Y Clavel Blanco»    | 3:16     |  |
| 3.                                         | «Pasar Desapercibido»           | 3:04     |  |
| 4.                                         | «Introducción A La Cartografía» | 3:13     |  |
| 5.                                         | «Sequedad Musical»              | 3:56     |  |
| 6.                                         | «Lunar De Clavícula»            | 3:45     |  |
| 7.                                         | «Enfermedad En Casa»            | 3:25     |  |
| 8.                                         | «Usted»                         | 3:39     |  |
| 9.                                         | «Mujer, Nada Me Has Dado»       | 3:01     |  |
| 10.                                        | «10 AM»                         | 3:13     |  |
| 32:24                                      |                                 |          |  |

## DVD
El disco de Sangre fría cuenta con un DVD con contenido de los ensayos del Bonanza Tour, ensayos de los Unplugged que se presentaron en Monterrey y la Ciudad de México y presenta la manera en que se grabó el disco.
El disco en formato físico se estrenó el 13 de diciembre de 2013 incluyendo 14 canciones.

## Gira musical
- Sangre Fría Tour

## Personal
- José Madero - Voz, Guitarra
- Arturo Arredondo - Guitarra
- Ricardo Treviño - Bajo
- Jorge Vásquez - Batería

Todas las Letras por:
- José Madero

## Créditos
- Producido, grabado y mezclado: Adrián "Rojo" Treviño.
- Grabación y Mezclado: La Mansión Recoding Studios, febrero y marzo de 2013
- Asistente de Grabación: Marico Zavala y Gerardo "Dober" Laviada.
- Masterizado: Jaime Cavazos en OVU Mastering
- Músico Invitado: Marcelo Treviño -Orquestación y coros- en "Sangre fría"
- Músico Invitado: Andrés Zablah -Coros- en "En tu Honor" y en "Libre Pastoreo"
- Director/Productor/Camarografo/Edición/Masterizacion y DVD: Kross
- Dirección de arte y diseño: Mario Videgaray
- Ilustración: Diana Martínez